# De moerasgeesten
De moerasgeesten is het twintigste verhaal uit de reeks Dag en Heidi.  Het werd in 1983 uitgegeven door de Standaard Uitgeverij als tiende album uit een reeks van zestien. 

## Personages
- Dag
- Heidi
- Inga
- Karin
- Sven
- Tekko
- Tossa

## Verhaal
Het is al laat op de avond wanneer een onbekende ten huize van kapitein Sven komt aankloppen. Dag die de deur gaat open doen, krijgt van de donkere figuur een briefje in de handen geduwd. De zonderling gaat ook meteen weer weg zonder een woord te zeggen. Dag overhandigt het briefje aan zijn pleegmoeder tante Karin. Het blijkt een bericht te zijn van haar man, Sven die vraagt of ze onmiddellijk naar het kasteel in Harvik kunnen komen. 
De volgende dag brengen Karin en haar kinderen Inga, Dag en Heidi een koets in gereedheid om op weg te gaan naar Harvik. Omdat de tocht nogal zwaar is voor hun paard Tekko komt Heidi op het idee om de merrie Tossa van de buurman te leen te vragen. De buurman die nog een wederdienst wil doen, stemt hiermee in. De tocht blijkt niet zonder hindernissen met een boom die op de weg valt waardoor ze genoodzaakt zijn een andere weg te nemen. Tot overmaat van ramp komen ze terecht in een moeras. Karin zinkt hierin bijna weg, maar de kinderen weten de krachten te bundelen alsook met de kracht van hengst Tekko om haar uit het moeras te trekken. De koets zinkt onherroepelijk weg in het moeras, al weet Dag nog een gedeelte van de bagage te redden. Als Karin wat is opgeknapt steken ze het moeras waar ze overnachten in open lucht.
Dag wordt gewekt door het geluid van een onzichtbare torenklok. Hij gaat kijken en ziet tot zijn verbazing dat er uit het moeras een hoop kleine groene mannetjes, de moerasgeesten, tevoorschijn komen. Ze beginnen te dansen, waarop het moeras in helder water verandert. Als ze nadien gaan praten komt Dag erachter dat ze een toverboek, dat op de bodem van het moeras ligt, moeten bewaken. Als Dag per ongeluk op een takje trapt, krijgt hij alle moerasgeesten achter zich aan. Als hij valt en vreest gegrepen te worden, zijn de moerasgeesten echter verdwenen en is het water weer moeras geworden. Dag vraagt zich af of hij dit allemaal heeft gedroomd. Hij besluit om hier niets over te zeggen tegen de anderen.
De volgende dag gaat het gezelschap te voet verder. Ze vinden na wat zoeken een wegwijzer die hen tot bij het dorpje Harvik brengt. De huizen zijn vervallen, het dorp is totaal verlaten. Ze vinden enkel een oude uitgeputte man die hen de hele historie vertelt van Harvik. Iedereen had voldoende voedsel en geld dankzij de zingende bronnen van de tovenaar. De kasteelheer wilde echter steeds meer van de oogst en zo machtig worden als de tovenaar. Hij probeerde het toverboek te stelen. De tovenaar werd hierom zo boos dat hij het toverboek zo ver weg wierp dat niemand het nog kon vinden. De bronnen veranderden in moeras, alles verdroogde en er kwam hongersnood. Mensen trokken weg, enkel de bejaarden en dieren bleven achter, waarvan de oude man nog de laatste overlevende is. De oude man sterft echter voor hij kan onthullen hoe de bronnen kunnen worden teruggebracht. 
Nadat het gezelschap de oude man heeft begraven, trekken ze naar het kasteel dat ook helemaal verlaten lijkt te zijn. Ze vinden Sven die gevangen is. Hij vertelt dat hij elke keer om middernacht een uurtje uit zijn cel mag om te eten. Hij vraagt of ze de sleutel van zijn bewaker, een moerasgeest, afhandig kunnen maken. Dat lukt ook dankzij de hulp van de donkere gedaante van wie Dag het briefje had ontvangen. Achteraf blijkt dit de geest van de kasteelheer te zijn. 
Later kunnen ze ook met de hulp van de geest van de kasteelheer het toverboek opvissen uit het moeras. Het moeras verandert prompt weer in helder water met de zingende bronnen. Niet veel later komen er als bij toverslag weer mensen die het dorp weer zullen laten herleven. De bewoners zijn het gezelschap van Sven erg dankbaar.
Enkele maanden later blijkt de familie te zijn vergroot. Tekko en Tossa zijn ouders geworden van een veulentje.